# Wanda Pindlowa
Wanda Zofia Pindlowa (Pindel), z domu Gembalska (ur. 13 lutego 1933 w Krakowie, zm. 6 maja 2015 w Krakowie) – polska bibliotekoznawczyni, specjalistka w dziedzinie informacji naukowej, profesor doktor habilitowana Uniwersytetu Jagiellońskiego.

## Życiorys
Ukończyła studia na Wydziale Polonistyki Uniwersytetu Jagiellońskiego (1955). Od 1961 pracowała w Bibliotece Głównej Akademii Górniczo-Hutniczej, kierowała Sekcją Dokumentacji, a od 1972 Pracownią Automatyzacji tej Biblioteki. W 1972 zdała egzamin państwowy na dyplomowanego pracownika dokumentacji naukowej. W 1976 przeszła do Biblioteki Jagiellońskiej na stanowisko dokumentalisty dyplomowanego (potem starszego dokumentalisty dyplomowanego), ale została oddelegowana do powstającego Zakładu Bibliotekoznawstwa i Informacji. W 1982 przedstawiła pracę doktorską Kształcenie studentów jako użytkowników informacji naukowej w Instytucie Filologii Polskiej Uniwersytetu Jagiellońskiego, a w 1995 uzyskała na Wydziale Filologicznym Uniwersytetu Wrocławskiego stopień doktora habilitowanego (rozprawa Informetria w nauce o informacji, Wrocław 1994). Kierowała Zakładem Informacji Naukowej, zajmowała stanowisko dyrektora Instytutu Informacji Naukowej i Bibliotekoznawstwa Uniwersytetu Jagiellońskiego. Należała do Komitetu Naukoznawstwa Polskiej Akademii Nauk, uczestniczyła w pracach redakcji i komitetów naukowych oraz w międzynarodowych projektach naukowych. Wykształciła liczne grono bibliotekoznawców, bibliotekarzy i informatologów, zasiadała w Komisji Egzaminacyjnej dla Bibliotekarzy Dyplomowanych oraz Uniwersyteckiej Komisji Akredytacyjnej.
Była autorką ponad 150 publikacji (w tym 9 książek), poświęconych praktyce, edukacji i teorii informacji w Polsce i na świecie, ogłaszanych na łamach m.in. "Przeglądu Bibliotecznego", "Zagadnień Informacji Naukowej", "Praktyki i Teorii Informacji Naukowo-Technicznej", "Bibliotekarza". Ogłosiła m.in. skrypt (z K. Bednarską-Ruszajową i M. Kocójową) Podstawy bibliotekoznawstwa i informacji naukowej (1980, wydanie drugie 1982).
Spoczywa na cmentarzu Batowickim w Krakowie (kwatera CCXXXV-6-1)(.

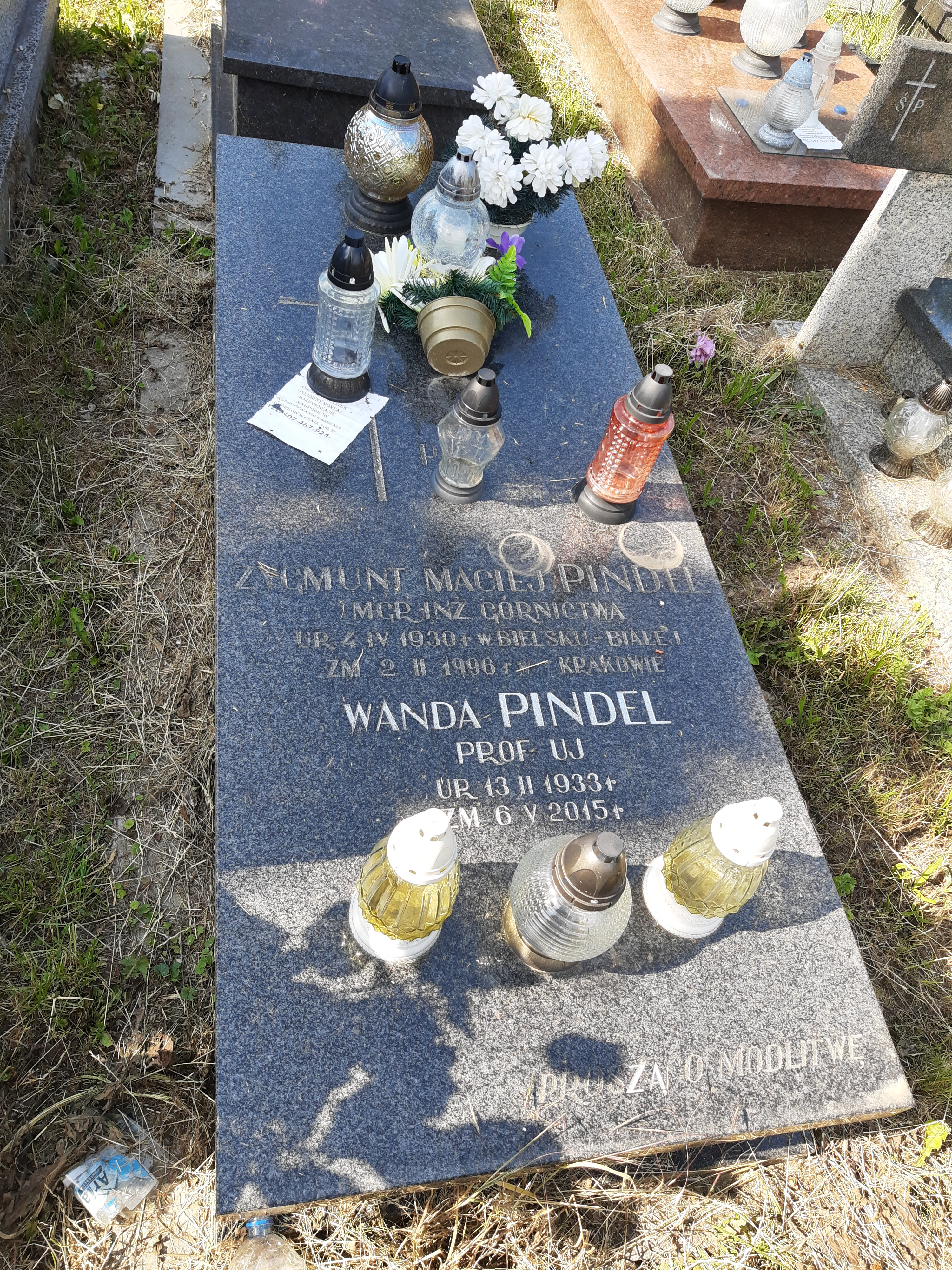
Grób prof. Wandy Pindlowej na Cmentarzu Prądnik Czerwony